# 江戸相撲宝暦14年4月場所
江戸相撲宝暦14年4月場所（えどすもうほうれき14ねん4がつばしょ）は、宝暦14年（1764年）4月に開催された江戸相撲（大相撲の前身）の本場所。興行場所は浅草御蔵前八幡宮境内。

## 幕内番付・星取表
| 東               | 東               | 東             | 番付      | 西             | 西                  | 西   |
| 備考             | 成績             | 力士名         | 番付      | 力士名         | 成績                | 備考 |
| ---------------- | ---------------- | -------------- | --------- | -------------- | ------------------- | ---- |
| 新大関（第19代） | 3敗1無勝負4休    | 大綱為右エ門   | 大関      | 大童子峰右エ門 | 2勝1無勝負5休       |      |
|                  | 3勝2敗2分1預     | 荒滝吾太夫     | 関脇      | 磯碇平太左エ門 | 4勝1敗1分1無勝負1休 |      |
|                  | 5勝1預1無勝負1休 | 雪見山堅太夫   | 小結      | 艫綱了助       | 6勝1敗1休           |      |
|                  | 4勝4敗           | 荒熊沢右エ門   | 前頭筆頭  | 戸田川鷲之助   | 1勝1敗6休           |      |
|                  | 3勝4敗1休        | 大空円右エ門   | 前頭2枚目 | 関ノ戸億右エ門 | 2勝3敗1分1無勝負1休 |      |
|                  | 3敗5休           | 立浪岩右エ門   | 前頭3枚目 | 越ノ海福松     | 5勝2敗1無勝負       |      |
|                  | 3勝4敗1無勝負    | 岩瀧岨右エ門   | 前頭4枚目 | 白川志賀右エ門 | 4勝2敗1預1無勝負    |      |
|                  | 3勝3敗2無勝負    | 鹿間津浪之助   | 前頭5枚目 | 今碇嘉蔵       | 6勝1敗1無勝負       |      |
|                  | 2勝4敗2休        | 讃岐川淵右エ門 | 前頭6枚目 | 獅子嶽磯右エ門 | 3勝4敗1休           |      |

## 備考
- この時代の江戸相撲においては優勝力士という概念は存在していないが、後に定められた優勝制度を遡って準用することができる。本場所においては、雪見山あるいは艫綱が優勝に相当する力士であるとみなすことができる（優勝制度は、制定当初は番付上位者優勝制度を採用していたが、当時は東西の上下関係が明確でないため）。また、今碇が優勝同点相当成績である。